# IC 2363
IC 2363 је спирална галаксија у сазвјежђу Рак која се налази на листи објеката дубоког неба у Индекс каталогу.
Деклинација објекта је + 19° 26' 55" а ректасцензија 8h 25m 45,5s. Привидна величина (магнитуда) објекта IC 2363 износи 14,1 а фотографска магнитуда 14,9. IC 2363 је још познат и под ознакама MCG 3-22-11, CGCG 89-23, IRAS 08228+1936, PGC 23650.